# Richard S. Hamilton
Richard Streit Hamilton (Cincinnati (Ohio), 10 januari 1943 – 29 september 2024) was een Amerikaans wiskundige.
Hij was hoogleraar aan de Columbia-universiteit. In 1999 trad hij toe tot de National Academy of Sciences en in 2003 tot de American Academy of Arts and Sciences. Hij droeg bij aan het oplossen van het vermoeden van Poincaré.

## Prijzen
- 1996 - Oswald Veblen-prijs
- 2003 - Clay Research Award
- 2009 - Leroy P. Steele Prijs

## Publicaties
- Three-manifolds with positive Ricci curvature 255–306 (1982).
- Four-manifolds with positive curvature operator 153-179 (1984).
- The Harnack estimate for the Ricci flow 225-243 (1993).
- A compactness property for solutions of the Ricci flow 545–572 (1995).
- The formation of singularities in the Ricci flow 7-136 (1995).
- Hamilton, Richard S. (1997). Four-manifolds with positive isotropic curvature. Communications in Analysis and Geometry 5 (1): 1-92.
- Hamilton, Richard S. (1999). Non-singular solutions of the Ricci flow on three-manifolds. Communications in Analysis and Geometry 7 (4): 695-729.

- Bibsys: 8011
- CiNii: DA07404766
- Gemeinsame Normdatei: 1070666459
- International Standard Name Identifier: 0000 0001 1084 2736
- Library of Congress Control Number: no2005007271
- Mathematics Genealogy Project: 28403
- Nationale Bibliotheek van Israël: 987007338054605171
- Nederlandse Thesaurus van Auteursnamen: 074970178
- Réseau des bibliothèques de Suisse occidentale: 02-A005923957
- Système universitaire de documentation: 085160555
- Virtual International Authority File: 113153073
- WorldCat: E39PBJpPFwQjHV9YxmvbjK3RKd